# Myrmecaelurus
Myrmecaelurus är ett släkte av insekter. Myrmecaelurus ingår i familjen myrlejonsländor.

## Dottertaxa tillMyrmecaelurus, i alfabetisk ordning[1]
- Myrmecaelurus acerbus
- Myrmecaelurus adustus
- Myrmecaelurus aequalis
- Myrmecaelurus afghanus
- Myrmecaelurus agrammus
- Myrmecaelurus andreinii
- Myrmecaelurus armenicus
- Myrmecaelurus atomarius
- Myrmecaelurus atrifrons
- Myrmecaelurus badkhysi
- Myrmecaelurus caudatus
- Myrmecaelurus cortieri
- Myrmecaelurus crucifer
- Myrmecaelurus curdicus
- Myrmecaelurus dioristus
- Myrmecaelurus fallax
- Myrmecaelurus fidelis
- Myrmecaelurus gestroanus
- Myrmecaelurus ghigii
- Myrmecaelurus ghoshi
- Myrmecaelurus gialensis
- Myrmecaelurus glaseri
- Myrmecaelurus grammaticus
- Myrmecaelurus grandaevus
- Myrmecaelurus implexus
- Myrmecaelurus indistinctus
- Myrmecaelurus ingradatus
- Myrmecaelurus krugeri
- Myrmecaelurus lachlani
- Myrmecaelurus laetabilis
- Myrmecaelurus laetior
- Myrmecaelurus laetus
- Myrmecaelurus lepidus
- Myrmecaelurus limbatus
- Myrmecaelurus lobatus
- Myrmecaelurus longiprocessus
- Myrmecaelurus luridus
- Myrmecaelurus major
- Myrmecaelurus medius
- Myrmecaelurus nematophorus
- Myrmecaelurus neuralis
- Myrmecaelurus nigrigradatus
- Myrmecaelurus noeli
- Myrmecaelurus oblitus
- Myrmecaelurus obscurus
- Myrmecaelurus paghmanus
- Myrmecaelurus pallidus
- Myrmecaelurus parvulus
- Myrmecaelurus persicus
- Myrmecaelurus peterseni
- Myrmecaelurus philbyi
- Myrmecaelurus pittawayi
- Myrmecaelurus polyneurus
- Myrmecaelurus radiatus
- Myrmecaelurus reinhardi
- Myrmecaelurus saevus
- Myrmecaelurus saudiarabicus
- Myrmecaelurus sectorius
- Myrmecaelurus segonzaci
- Myrmecaelurus simplicis
- Myrmecaelurus solaris
- Myrmecaelurus spectabilis
- Myrmecaelurus subcostalis
- Myrmecaelurus tabarinus
- Myrmecaelurus trigrammus
- Myrmecaelurus uralensis
- Myrmecaelurus vaillanti
- Myrmecaelurus varians
- Myrmecaelurus venalis
- Myrmecaelurus venustus
- Myrmecaelurus werneri
- Myrmecaelurus virgulatus
- Myrmecaelurus xanthoptera
- Myrmecaelurus zigan